# DEPDC4
DEPDC4 (англ. DEP domain containing 4) – білок, який кодується однойменним геном, розташованим у людей на 12-й хромосомі. Довжина поліпептидного ланцюга білка становить 294 амінокислот, а молекулярна маса — 33 694.
| 10         |  | 20         |  | 30         |  | 40         |  | 50         |
| ---------- |  | ---------- |  | ---------- |  | ---------- |  | ---------- |
| MVPGEEPARE |  | LMAVLLTPRF |  | RRLVSQNELP |  | GPGLNGPSSR |  | NRRDGFCRKR |
| RTGCSGPFQA |  | TQLWDGIIHS |  | LQAQVEIKRR |  | RHHLQTYKDC |  | FTGSDAVDVV |
| LSHLMQNTCL |  | SSNDISCLKG |  | VHLCQVLMNH |  | KVFEPVGMKK |  | LFKKEKELEF |
| EDSNISLYRF |  | LGNKSSYDCC |  | KRQKDAENEF |  | NETLRPGYEM |  | ISNPLAQEIG |
| EERIEELIHT |  | INGNPALCPN |  | ITVQKPFLRL |  | SKEDVWKEQT |  | LLCLLQLIHL |
| PFLDNILEPP |  | VKTQNLQLNK |  | EEDLVITNTC |  | LDRELIPSLC |  | LPEK       |

A: Аланін

C: Цистеїн

D: Аспарагінова кислота

E: Глутамінова кислота

F: Фенілаланін

G: Гліцин

H: Гістидин

I: Ізолейцин

K: Лізин

L: Лейцин

M: Метіонін

N: Аспарагін

P: Пролін

Q: Глутамін

R: Аргінін

S: Серин

T: Треонін

V: Валін

W: Триптофан

Задіяний у такому біологічному процесі, як альтернативний сплайсинг. 